# 十八鄉路
22°26′15″N 114°01′40″E / 22.4374291°N 114.0276602°E
十八鄉路（英語：Shap Pat Heung Road），位於元朗區十八鄉北部近元朗市，連接欖口村路及十八鄉交匯處，於2006年通車，是一條東西行雙向道路。
根據2007年區議會選區分界圖，欖口村屬於屏山南選區的範圍，翹翠峰屬於水邊選區的範圍，馬田村至公庵路的地段屬於十八鄉南選區範圍，其餘部份屬於十八鄉北選區範圍。

## 歷史
在興建元朗公路前，十八鄉路並非其規劃範圍內。早期十八鄉交匯處只連接大旗嶺路及接駁博愛交匯處的支路，十八鄉路的設計與元朗公路並無直接關連。
踏入21世紀，政府把元朗市南面、元朗公路以北的十八鄉地段（第13及14區）規劃為住宅區，並興建一系列的道路，包括改建大棠路附近的道路，以及興建多條新道路，L2道路是其中之一。該路於2006年通車，並於同年3月命名為十八鄉路。
十八鄉路通車後，有區議員建議把九巴264M線改為途經十八鄉路，但計劃沒有落實，該線更於2014年在元朗區區域性巴士路線重組下取消；結果此計劃由68E線大幅延長至青衣站取代。

## 使用狀況
十八鄉路是一條東西行雙向道路，規劃時已預留停車灣作巴士站用途，九巴亦在十八鄉路沿途設置蝶翠峰、馬田壆、馬田村及翹翠峰共4組中途站。
但由於元朗南一帶人口遠遠不及市中心，使用十八鄉路的巴士路線極少，最早使用十八鄉路的巴士路線為過海隧巴968線晨早特別班次，於2008年10月27日投入服務，早期只使用大棠路至十八鄉交匯處一段，2009年8月17日起改經全段十八鄉路。九巴68M及268B線的元朗公園特別班次由2010年8月30日起途經十八鄉路，三條九巴路線的特別班次都是單向行車，只於平日星期一至六上午繁忙時間服務。此外港鐵巴士K68綫於2009年10月12日起延長走線，加經元朗體育路銀田花園和十八鄉路南元朗官立小學巴士站，全日途經十八鄉路元朗體育路至欖口村路的路段，是首條全日行經十八鄉路的巴士線，但只屬區內線及並非專營服務。
直到2013年5月19日，因應268B線大幅縮減平日服務及取消元朗公園特別班次，九巴開辦新路線68E，循環來往八鄉路及元朗公園，是首條全日途經十八鄉路、及首條途經其西行綫的專營巴士路線。該線後來於2014年元朗區區域性巴士路線重組中與264M線合併，取消循環運作並大幅延長至青衣站，一躍成為至今唯一的元朗南全日對外巴士線。
十八鄉路為公共小巴禁區，只有新界區專線小巴39線往元朗市方向及新界區專線小巴39A線來回程獲准行走公庵路至元朗體育路的路段。

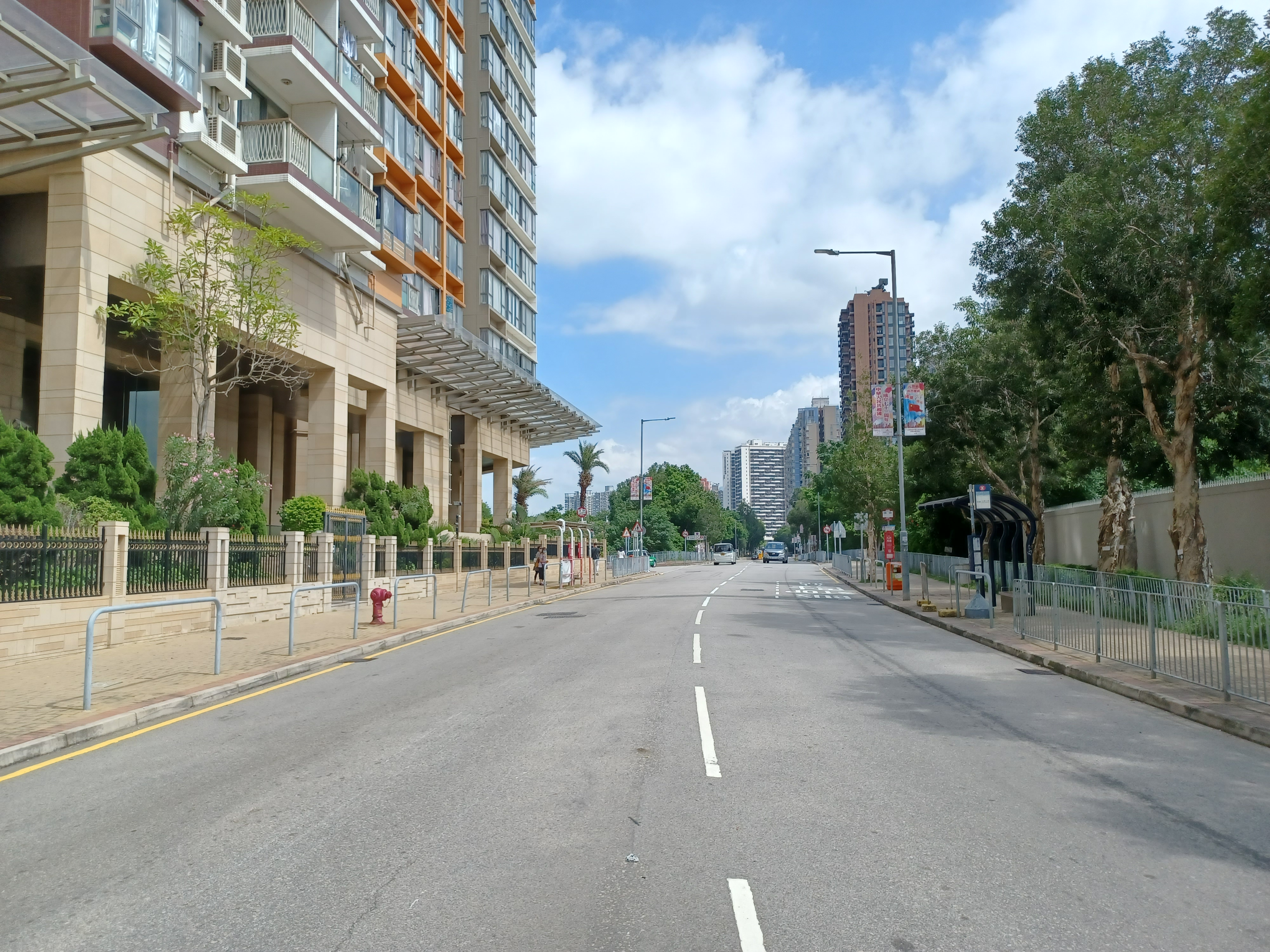
十八鄉路近翹翠峰
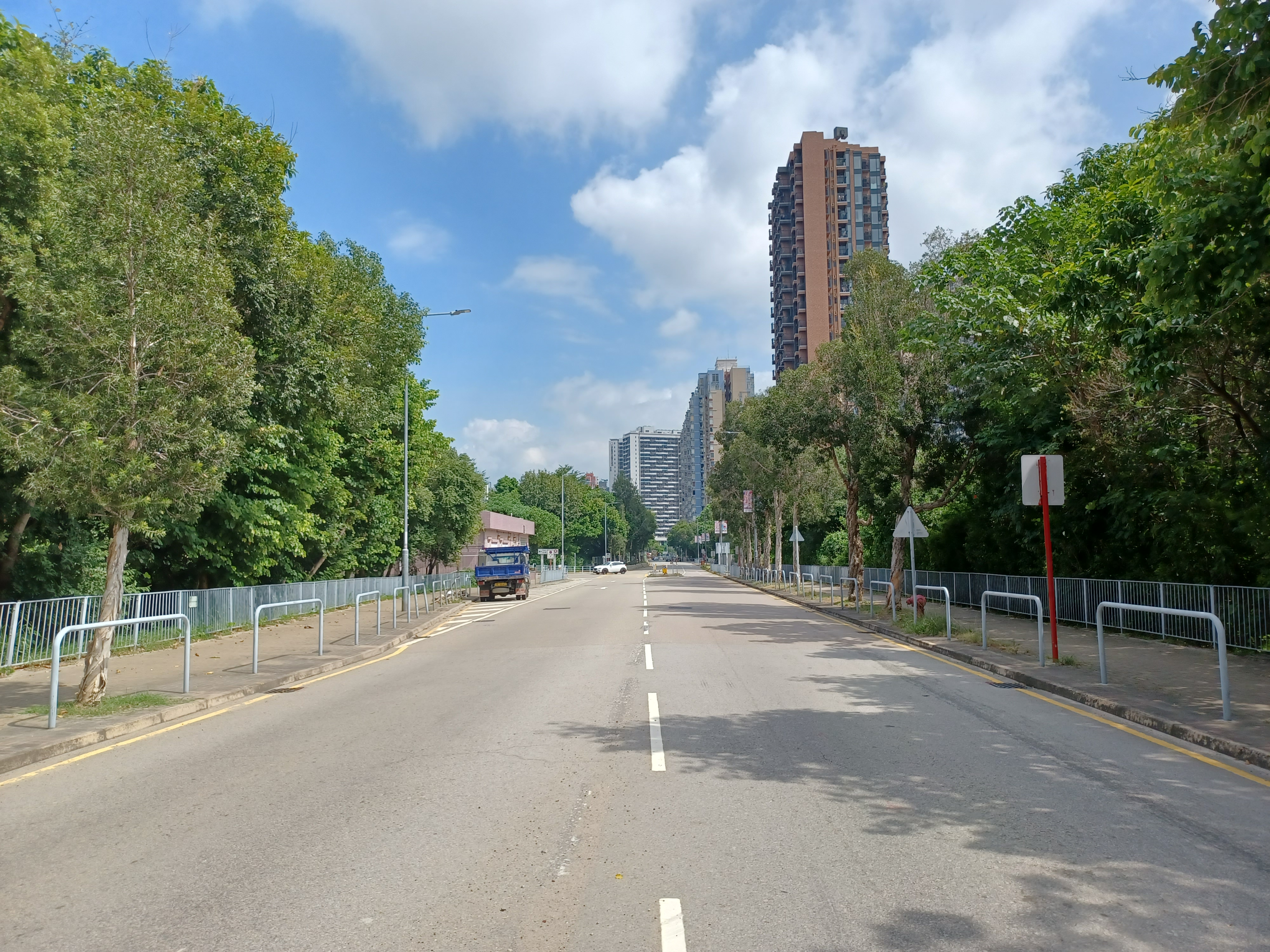
十八鄉路近元朗體育路
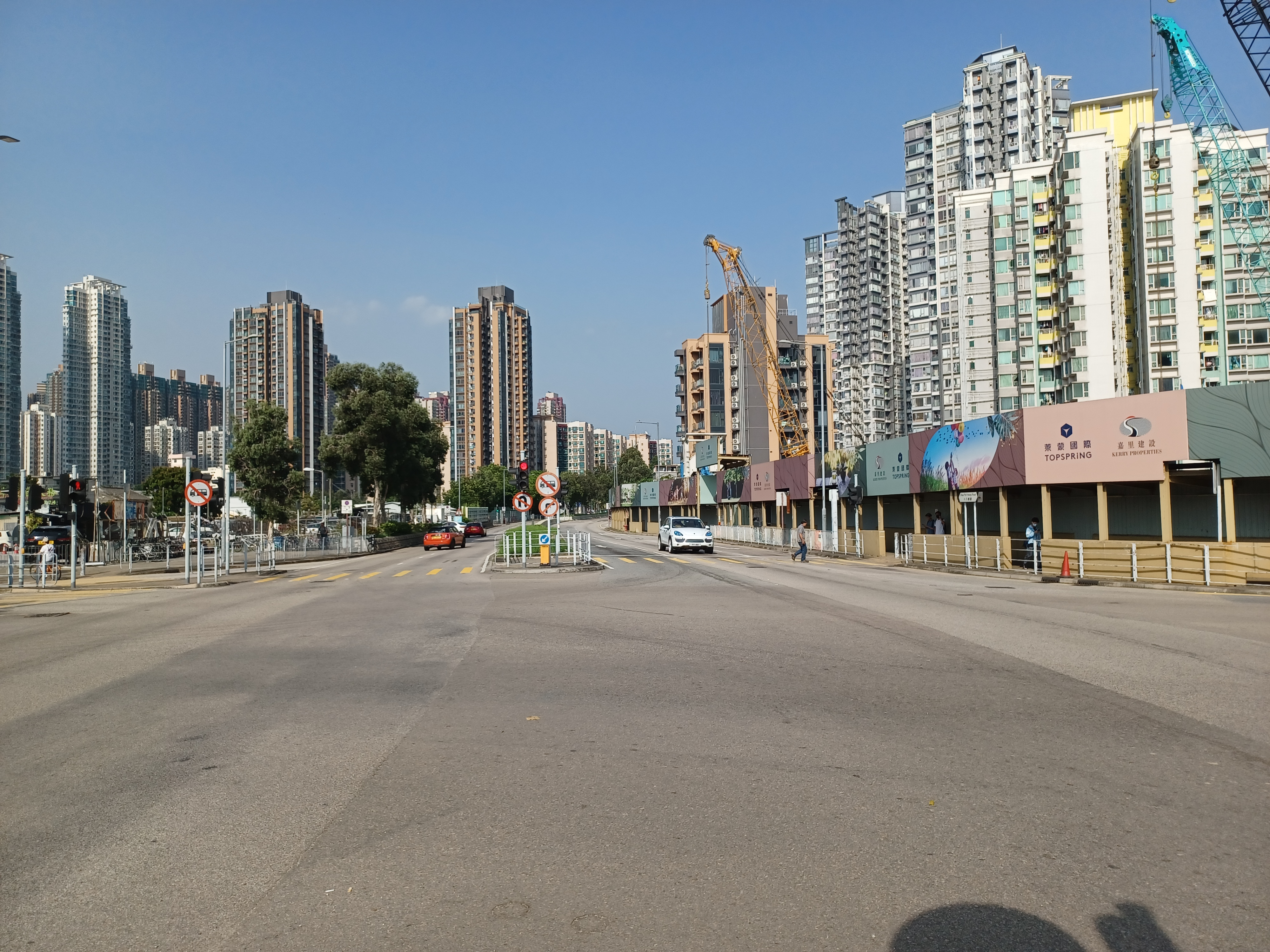
十八鄉路近大棠路

## 交匯道路
- 十八鄉交匯處
- 大旗嶺路
- 鳳麒路
- 大棠路
- 大樹下東路
- 大樹下西路
- 僑興路
- 公庵路
- 元朗體育路
- 豐裕路
- 欖口村路